# Basel Institute for Immunology
Das Basel Institute for Immunology (BII, auch Institut für Immunologie Basel) war eines der wichtigsten Zentren für Forschungen im Bereich der Immunologie.
1969 beschloss der Pharma-Konzern Hoffmann-La Roche ein neuartiges Forschungsprojekt zu gründen. Unter der Leitung von Niels K. Jerne wurde das Institut 1971 eröffnet. Roche stellte ohne besondere Bedingungen jährlich 24 Millionen Dollar zur Verfügung. Über 500 Wissenschaftler forschten an dem Institut, von denen 27 wichtige Auszeichnungen (davon 3 Nobelpreise für Georges Köhler, Niels Kaj Jerne und Susumu Tonegawa) erhielten.
2000 wurde das Institut aufgelöst und durch ein Zentrum für medizinische Genomik ersetzt.